# Selenito di sodio
Il selenito di sodio è il sale di sodio dell'acido selenioso.
A temperatura ambiente si presenta come un solido bianco dall'odore tenue caratteristico. È un composto tossico, pericoloso per l'ambiente.
Generalmente cristallizza come pentaidrato pertanto la sua formula è Na2SeO3 · 5H2O.